# Симбирские портреты Емельяна Пугачёва
Симбирские портреты Емельяна Пугачёва — подлинные прижизненные изображения предводителя Крестьянской войны 1773—1775 годов, выполненные неизвестным художником в городе Симбирске после военного поражения восставших и пленения Пугачёва.
Пленённый Пугачёв находился в Симбирске в период с 1-го по 28 октября 1774 года. Во время его нахождения в городе по приказу командующего войсками графа П. И. Панина для императрицы Екатерины II был изготовлен портрет Пугачёва. Очевидцами, а также пленными сообщниками Пугачёва изображение было признано точным и достоверным. Впоследствии многим участникам следствия и охранения самозванца, а также жителям Симбирска захотелось иметь свой экземпляр портрета самозванца. Художник, чьё имя не сохранилось в документах, изготовил несколько копий первого портрета масляными красками, а также несколько рисунков тушью по заказу оренбургского учёного и историографа пугачёвского восстания П. И. Рычкова. На симбирских портретах Пугачёва были основаны большинство позднейших его изображений.

## История создания
Пленённый собственными полковниками после поражения в последнем бою у Солениковой рыболовецкой ватаги, Емельян Пугачёв был доставлен в Яицкий городок 15 (26) сентября 1774 года. Опоздавший к сражению генерал-поручик А. В. Суворов прибыл в Яицкий городок 17 сентября. Он потребовал у следователя Маврина завершить допросы самозванца, чтобы на следующее утро начать конвоирование Пугачёва в Симбирск, где в тот момент находился командующий правительственными войсками генерал-аншеф граф П. И. Панин. Дорога заняла почти две недели и в Симбирск Пугачёв был доставлен утром 1 октября.
Сразу по прибытии Пугачёва в Симбирск Панин распорядился выделить ему художника для изготовления портрета самозванца для императрицы Екатерины II. Имя художника в истории не сохранилось. На первом портрете Емельян Пугачёв был изображён в нагольном тулупе, отороченном белым мехом, в розовой рубахе. Тёмно-каштановые волосы подстрижены по-казачьи, небольшая борода, на правой руке видны кандалы и цепь, которой Пугачёв был прикован к стене тюремной камеры. Лицо худощавое и смуглое, взгляд прямой, художнику удалось передать живой и выразительный образ предводителя восстания.
Первый экземпляр портрета был готов 9 октября и направлен Паниным в адрес Г. А. Потёмкина с целью представления его императрице Екатерине II. Панин писал Потёмкину, что, возможно, императрице будет любопытно посмотреть на самозванца, доставившего ей столько хлопот. В письме брату, президенту Коллегии иностранных дел Н. И. Панину, П. И. Панин сообщил об отправке портрета Потёмкину, и что «естли вы любопытны его (Пугачёва) харю скорее спознать, то можете её там увидеть». В этом же письме брату Панин, тем не менее, довольно уважительно отозвался о пленном мятежнике: «Надобно и в злодействе дать ему справедливость, что дух он имеет бодрый, который бы мог быть весьма полезен, естли бы обращён был не во зло, а в добро». Судьба данного первого портрета Пугачёва осталась неизвестной. Но в исторических документах прослеживается путь нескольких последующих копий, выполненных в тот же период в Симбирске.

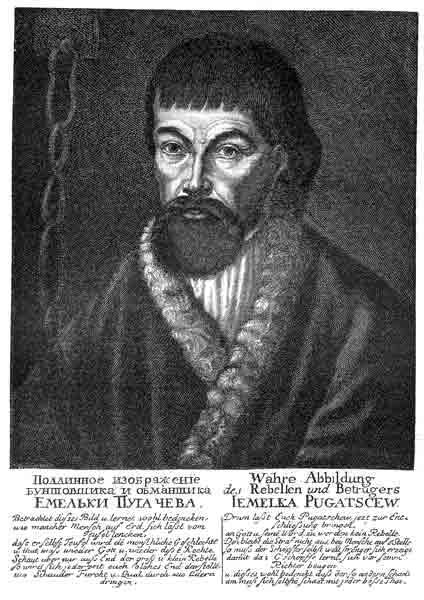
Копия рисунка с портретом Пугачёва, выполненного по заказу Рычкова

Следующая копия портрета Пугачёва была направлена в Казань, с целью предъявления портрета главным сообщникам Пугачёва, находившимся там под следствием. Руководитель следственной комиссии по делам мятежа П. С. Потёмкин не удовлетворился использованием портрета лишь в прикладных следственных целях. Через три дня после его получения он созвал жителей Казани на Арское поле. На специально сколоченном помосте к виселице был прибит присланный портрет Пугачёва. Глашатаи объявили, что изображение «злодея Емельяна Пугачёва» будет сожжено, а сам самозванец будет казнён позднее в Москве. К портрету подвели вторую супругу Пугачёва, яицкую «императрицу» Устинью Кузнецову. Та подтвердила собравшейся толпе, что на портрете — «точное изображение изверга и самозванца, её мужа». Следующими на очереди стали пугачёвские полковники, предавшие его в руки властей, И. А. Творогов и И. П. Федулёв, они подтвердили чрезвычайное сходство изображение с внешностью самозванца. Затем помост вместе с виселицей и портретом сожгли. Павел Потёмкин предложил в письмах Екатерине II и П. И. Панину провести эту процедуру во всех городах, взятых в ходе бунта Пугачёвым, но нигде более такая церемония больше не проводилась.
Одна копия портрета была изготовлена по заказу П. И. Панина лично для себя. Впоследствии он привёз изображение самозванца в свою вотчину — село Дугино в Смоленской губернии. Портрет оставался в усадьбе вплоть до конца XIX века, а затем был передан графиней А. С. Паниной, вдовой внука П. И. Панина, в будущую коллекцию Исторического музея в Москве, где он и хранится по настоящее время. Другую копию Панин отправил в Тобольск в подарок сибирскому губернатору Д. И. Чичерину. Копии портрета Пугачёва заказывали себе и другие генералы и офицеры из окружения Панина. Одна из них была изготовлена по заказу поручика фон Маттиаса, который увёз её впоследствии в своё эстляндское поместье. В 1864 году этот портрет был передан его потомками в коллекцию Ревельского исторического музея.
В октябре 1774 года в Симбирск прибыл оренбургский учёный, географ, краевед и историк, академик П. И. Рычков. Он был занят написанием своей «Хроники осады Оренбурга», одного из ценнейших свидетельств событий восстания, написанного непосредственным участником обороны города. Рычков заказал всё тому же, оставшемуся в истории безымянным, художнику несколько копий портретов Пугачёва, но не маслом, а тушью на бумаге. Эти рисунки полностью повторяли композицию ранее сделанных портретов и оренбургский учёный поместил их в некоторые экземпляры своей книги. Сам Рычков, посетивший Пугачёва в камере, писал в тексте своей «Хроники», что «личина Пугачёва, напереди сего описания приложенная, с подобием лица и стана его нарочно сходствует». Один из экземпляров своей книги, сопровождённой портретом Пугачёва, Рычков тут же в Симбирске преподнёс П. И. Панину, и именно этот экземпляр сохранился до наших дней в Отделе рукописей Российской государственной библиотеки. Под портретом Пугачёва рукой Рычкова выполнена надпись: «Ежель кто не видывал врага отечеству большова, тот смотри здесь на личину Емельки Пугачёва».

## Автор портретов Пугачёва и последующие копии

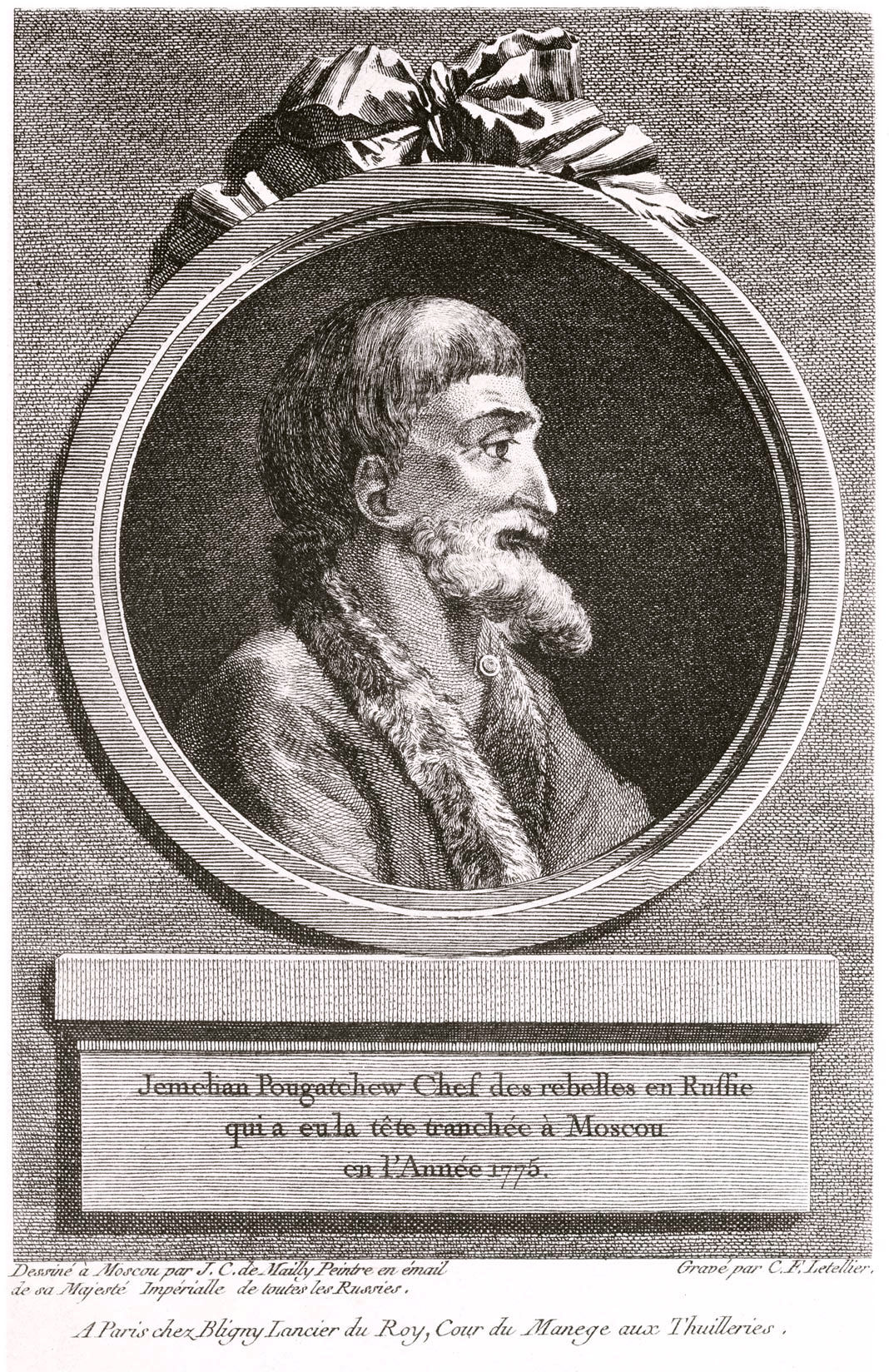
Гравюра по рисунку де Мальи

Личность автора портретов Пугачёва, выполненных в Симбирске, историкам установить не удалось. По некоторым художественным приёмам и технике было сделано предположение, что это был один из местных художников-иконописцев. Палитра его художественных приёмов была довольно ограничена, но позволяет связать их с иконописными традициями. Лицо Пугачёва, его фигура почти не выделены из плоскости, складки одежды расположены неестественно, левый рукав выглядит безжизненным и пустым, весьма условно прорисованы волосы Пугачёва, меховая оторочка тулупа. При этом лицо Пугачёва проработано довольно детально.
В последующие после изготовления первых портретов Пугачёва дни безымянный автор, отработавший технику и детали, изготовил, возможно, несколько десятков копий изображения самозванца. Пугачёв был этапирован из Симбирска в Москву 28 октября 1774 года, но художнику уже не требовалось присутствие натуры. После отъезда из Симбирска генерал-аншефа Панина всякие стеснения отпали, практически каждый симбирский дворянин и чиновник заказал себе свою копию пугачёвского портрета. Когда в 1898 году в Симбирске праздновалось 250-летие города, горожан призвали принести для юбилейной выставки различные исторические документы, предметы, в том числе — рисунки и картины. В итоге на экспозиции были представлены более двух десятков портретов Пугачёва, больше, чем портретов царей или выдающихся жителей города.
Возможно, что одна из подлинных симбирских копий 1774 года хранится в музее Ростова Великого. В 1911 году с ней знакомился художник В. И. Суриков, который в то время работал над замыслом картины «Пугачёв». В том же 1911 году картину переснял пионер цветной фотографии С. М. Прокудин-Горский.
Впоследствии с оригинальных портретов Пугачёва, сделанных в период его пребывания в Симбирске, было сделано довольно много копий в различных художественных техниках. В период написания Пушкиным «Истории Пугачёва», он заказал для своего издания гравировку портрета Пугачёва французскому мастеру в Париже. Оригиналом для гравировки послужил портрет из собрания князя П. А. Вяземского, хранившийся в его усадьбе Остафьево. Остафьевский портрет, в свою очередь, являлся копией начала XIX-го века с одного из симбирских оригиналов. Копия была выполнена художником, более профессиональным, чем безвестный симбирский иконописец, мастер сознательно избавился от традиционно иконописных черт оригинала: «На остафьевском портрете взгляд Пугачева обращен как бы в себя, его образу придана бо́льшая сложность и психологическая углубленность; решительность Пугачева уступила здесь место состоянию рефлексии». Но в целом, остафьевская копия сохранила основные черты портрета Пугачёва, Пушкин выбрал наиболее достоверный вариант портрета для иллюстрации своей книги. Правда, парижский мастер задержался со своей работой и первые экземпляры «Истории Пугачёва», к огорчению Пушкина, поступили в продажу без портрета Пугачёва. Впоследствии уже «пушкинский» вариант портрета также, в свою очередь, неоднократно становился основой для последующих вариантов изображения Пугачёва. Именно этот портрет взял за основу гравёр Л. А. Серяков для альбома портретов знаменитых исторических деятелей России, по заказу издания «Русская старина».
Кроме симбирских портретов Пугачёва, к достоверным его изображениям можно отнести лишь гравюру по рисунку И. де Мальи, сделанному в период заключения Пугачёва в камере московского Монетного двора незадолго до его казни в первых числах января 1775 года. На этом изображении Пугачёв одет во всё тот же знакомый тулуп с меховой опушкой, лицо его выглядит много утомлённее и исхудавшее, нежели в период заключения в Симбирске. На волосах заметнее проявившаяся проседь, черты лица в целом обозначены резче, взгляд выглядит усталым. Это отражает оценки духа и здоровья Пугачёва, сделанные руководителем следственных комиссий П. С. Потёмкиным в докладе Екатерине II.
Долгое время считался подлинным портрет Пугачёва, экспонировавшийся в Историческом музее в Москве, якобы выполненный в масле иконописцем в лагере восставших в Бердах, в период осады Оренбурга. Считалось, что изображение Пугачёва было написано поверх парадного портрета Екатерины II. Но рентгенографические исследования и изучение состава применённых красок, проведённое в начале XXI-го столетия, показало, что портрет является мистификацией конца XIX века, когда в период столетия событий восстания возник общественный интерес к личности Пугачёва и ко всему с ним связанному. Для изготовления портрета неизвестные авторы взяли подлинный холст XVII—XVIII веков с портретом неизвестной дамы и поверх него нарисовали стилизованный портрет Пугачёва, но используя при этом художественные приёмы и технику, которые появились лишь в начале XIX века.

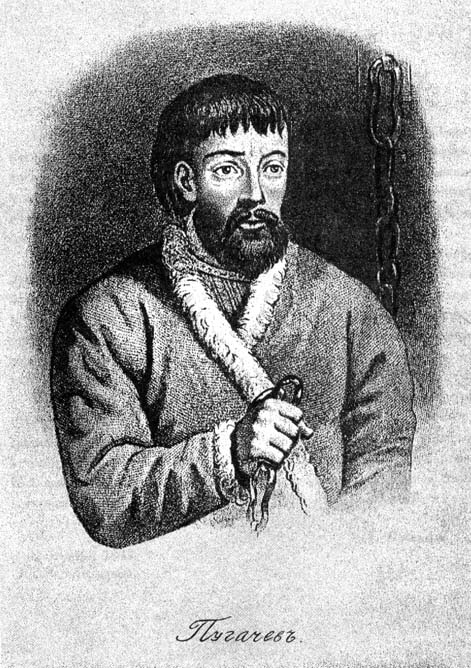
Портрет, приложенный к Истории пугачёвского бунта А. С. Пушкина
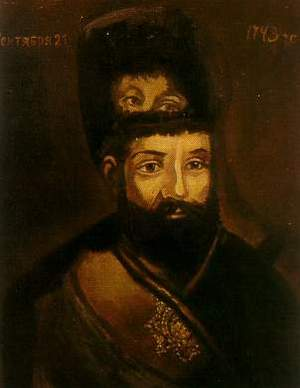
Портрет Пугачёва, выполненный в Бердах (мистификация)